# Sergio Ripoll López
Sergio Ripoll López (Madrid, España; 15 de julio de 1957) es un prehistoriador español. Es doctor en Prehistoria por la UNED desde 1988, así como profesor titular de esa rama de la ciencia desde el año 1989, sobre la que ha realizado importantes trabajos de campo y publicaciones sobre el Paleolítico Superior, como por ejemplo los relativos a la cueva de Ambrosio (Almería), pinturas rupestres de Domingo García (Segovia), La Peña de Estebanvela (Segovia), el Moro (Cádiz), la Fuente del Trucho (Huesca), y El Tossal de la Roca (Alicante).
Ha dirigido varias tesis doctorales, ha estado en tribunales de oposición y es docente en la Universidad Nacional de Educación a Distancia en la asignatura de Prehistoria.
Es hijo del también prehistoriador Eduardo Ripoll Perelló.

## Obras
- Prehistoria I: Las primeras etapas de la humanidad (Manuales)
- Ripoll López, S. (1988). La cueva de Ambrosio (Almería, Spain) y su posición cronoestratigráfica en el Mediterráneo occidental. BAR International series, 462 (1988), 1-227.
- Ripoll López, S., & MUÑOZ FERNÁNDEZ, E. (2003). El arte muelble del yacimiento de la Peña de Estebanvela (Estebanvela-Ayllón. Segovia). Symposium internacional de arte prehistórico de Ribadesella (pp. 263-278).
- RIPOLL LÓPEZ, S. (1990, September). Les industries solutréennes de la Cueva de Ambrosio (Velez Blanco, Sud-este de l’Espagne) et leur rapport avec les sources de matières premières. In Le silex de sa genèse à l’outil: Actes du V Colloque International sur le Silex. Bordeaux (Vol. 17, pp. 471-477).
- S Ripoll López, E Ripoll Perelló, H Collado Giraldo, M Mas Cornellá, et. al. Maltravieso. El santuario extremeño de las manos Trabajos de Prehistoria, 56(2), 59a84, 1999.